# Gílio Felício
Gílio Felicio (Lajeado, 11 de novembro de 1949) é bispo emérito da Diocese de Bagé.

## Biografia
Cursou o Ginásio no Seminário Menor de Arroio do Meio e Seminário Maior Filosófico no Seminário em Santa Cruz do Sul, nos anos 1970; fez estudos filosóficos no Seminário de Viamão e formou-se em Teologia na Pontifícia Universidade Católica do Rio Grande do Sul.
Foi ordenado sacerdote no dia 11 de novembro de 1979, aos 30 anos. Esteve envolvido nacionalmente na fundamentação do movimento da Igreja Católica dos Agentes de Pastoral Negros. Foi um dos responsáveis pela Pastoral Afro-brasileira da Conferência Nacional dos Bispos do Brasil (CNBB).
Em 21 de janeiro de 1998, foi nomeado bispo pelo Papa João Paulo II como Bispo Auxiliar da Arquidiocese de São Salvador, na Bahia, com sede titular de Ilíberis. Primeiro negro a participar do governo episcopal em Salvador. Em 3 de maio de 1998, na Catedral de São João Batista foi ordenado bispo pelo então Cardeal Lucas Moreira Neves. Seu lema de vida episcopal escolhido foi: EVANGELIZAR A TODOS.
Designado bispo responsável pela diocese de Bagé, no Rio Grande do Sul, no dia 11 de dezembro de 2002, vindo a assumir no dia 9 de março de 2003. Sendo o primeiro bispo negro desse estado. Aos 29 de agosto de 2003 recebeu o título de Cidadão Baiano.
Exerceu a função de bispo coordenador da Pastoral Afro-Brasileira até o ano de 2007, na Confederação nacional dos bispos do Brasil e a nível regional Sul 3 (Rio Grande do Sul) é o bispo referencial da Pastoral Afro. Atualmente é presidente do secretariado da Pastoral Afro-americana e caribenha.
No dia 9 de novembro de 2009 recebeu o título de Cidadão Honorário de Bagé. Desde janeiro de 2011 é membro do Conselho Econômico e Social do Governo do Estado do Rio Grande do Sul.
Em 06 de junho de 2018, seu pedido de renúncia por limite de idade foi aceito pelo Papa Francisco, sagrando-o bispo emérito de Bagé.